# Ford Madox Brown
Ford Madox Brown (16. duben 1821, Calais – 6. říjen 1893, Londýn) byl anglický malíř narozený ve Francii.

## Život
Narodil se v rodině námořního účetního a pokladníka Forda Browna, a to nikoli v Anglii, ale ve francouzském Calais, kde jeho otec jako námořník hledal práci. Ani umělecké vzdělání nezískal v Anglii, ale v Antverpách, v Paříži a v Římě. V Anglii se usadil až v roce 1846. Již předtím se zúčastnil konkurzu na freskovou výzdobu Britského parlamentu, avšak neúspěšně. Uspěl však v konkurzu na výzdobu radnice v Manchesteru. Dvanáct maleb zachycujících manchesterskou historii mu zajistilo proslulost. I později se věnoval hojně historickým tématům.
Bývá řazen k prerafaelitům, byť ho členové bratrstva mezi sebe nepřijali. Důvodem bylo jednak to, že se nenarodil v Anglii a neměl anglické vzdělání, ovšem zřejmě i jeho proslulá popudlivost a hádavost. Jediný prerafaelita, s nímž se Brown stýkal, byl jeho žák Dante Gabriel Rossetti. Za své vzory Brown považoval italské renesanční malíře.
V roce 1861 se stal zaměstnancem společnosti Morris, Marshall, Faulkner & Co., pro kterou vytvářel vitrážové sklo a nábytek.
K jeho nejznámějším plátnům patří Eliáš křísící vdovina syna, John Wycliffe čtoucí svůj překlad Bible Johnovi z Gauntu, Poslední z Anglie, Práce, Romeo a Julie či Semena a plody anglické poezie.

## Galerie

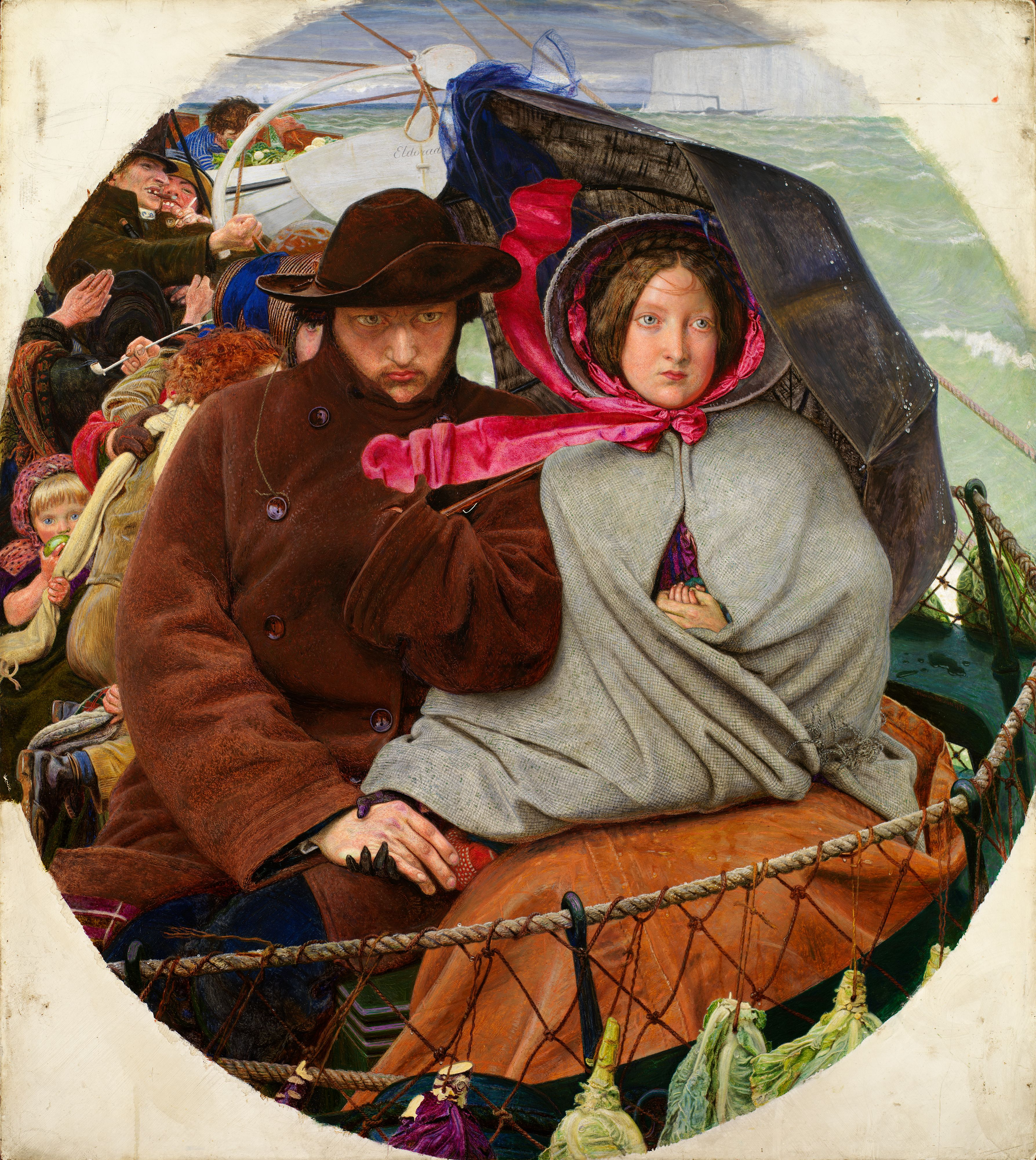
Poslední z Anglie
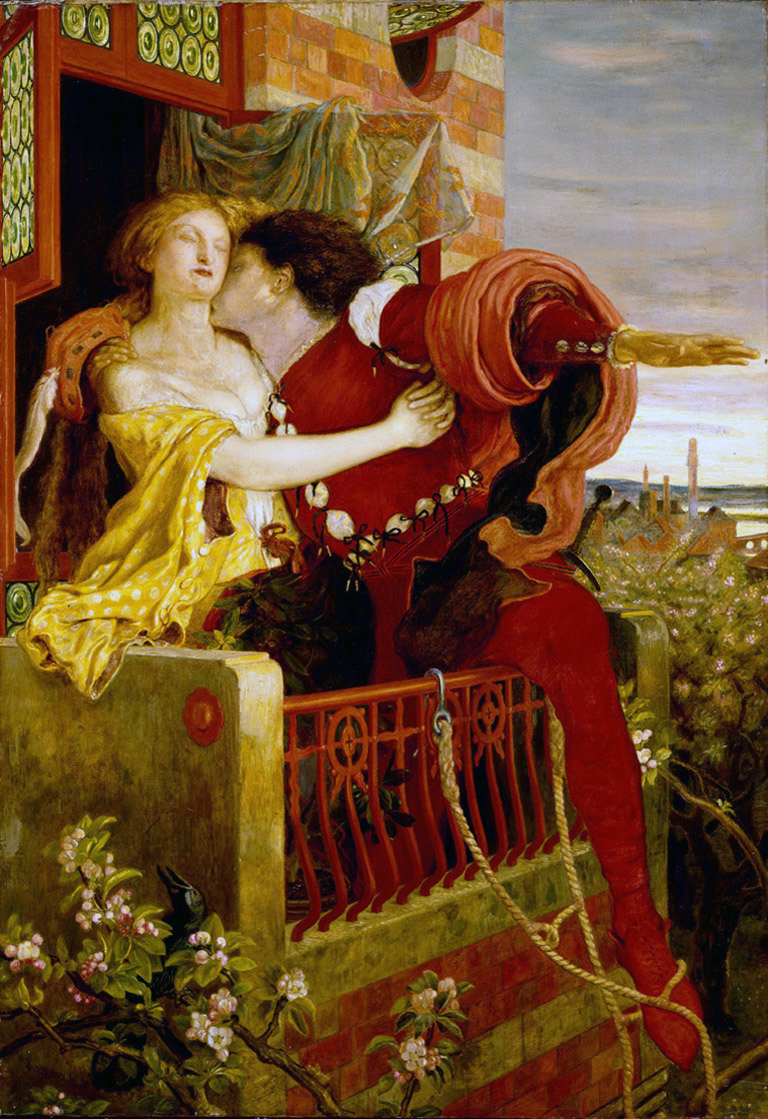
Romeo a Julie
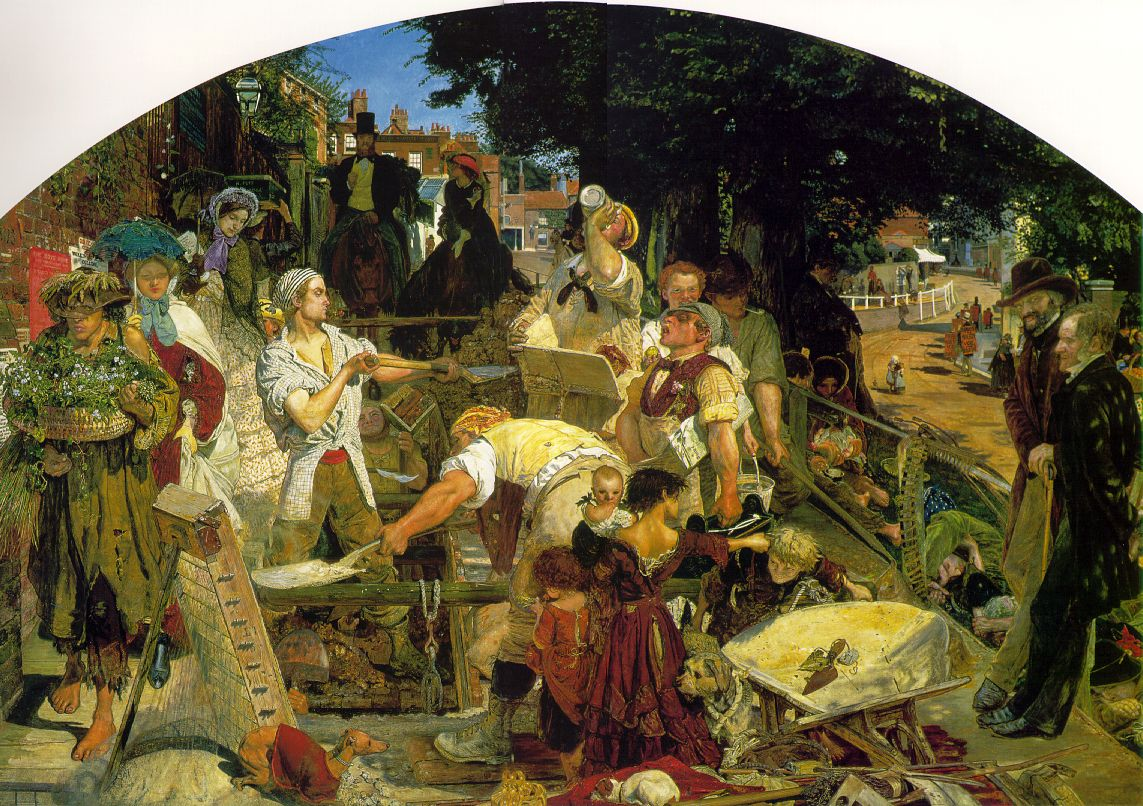
Práce
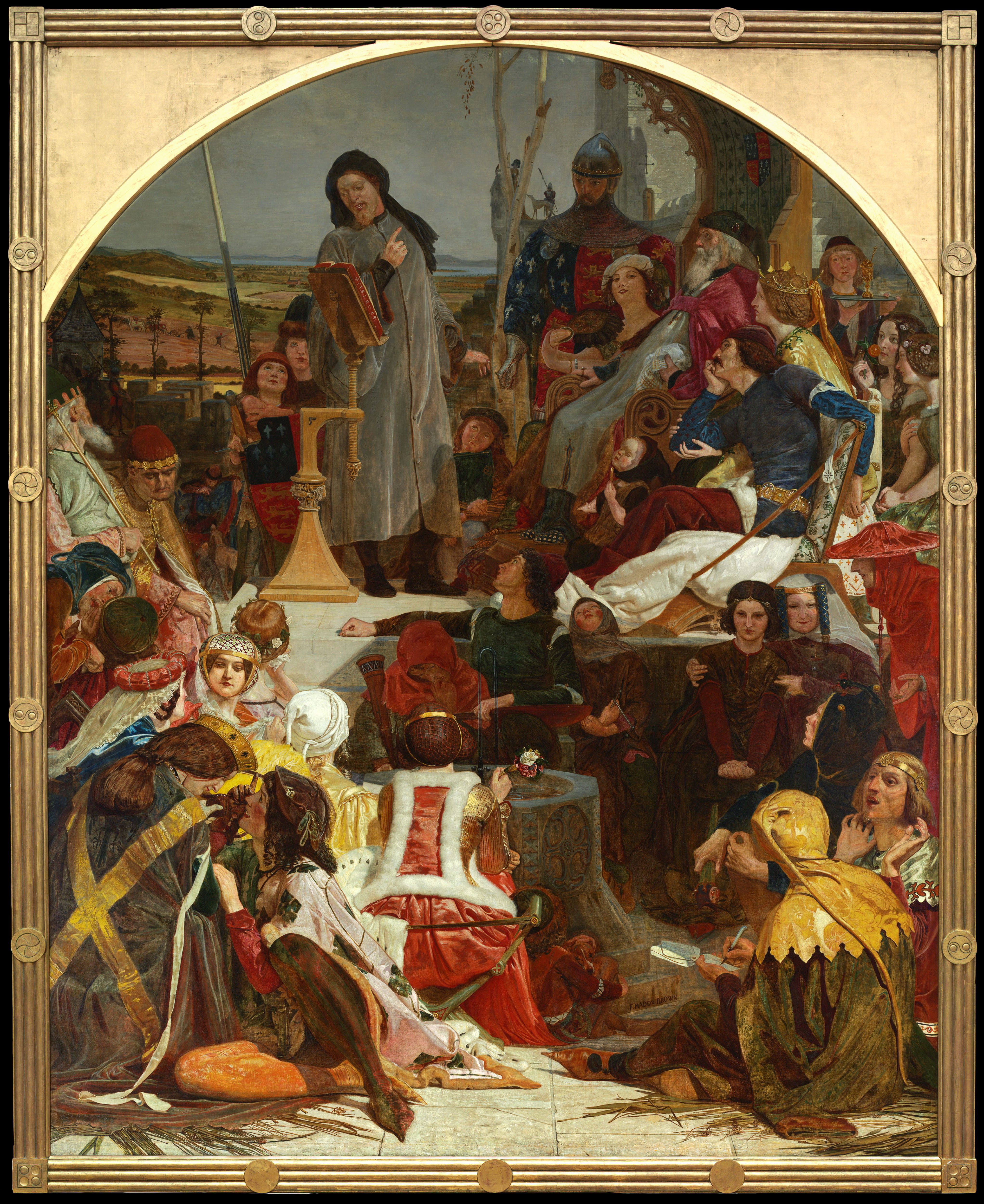
Chaucer na dvoře Edwarda III.